# Fit's
Fit's é uma marca de chiclete japonesa produzida pelo Lotte Group. O produto foi comercializado ativamente na TV com vários comerciais com Nozomi Sasaki, vendendo mais de quarenta milhões de unidades nos primeiros cinco meses no mercado japonês de chicletes, onde quatro milhões por ano são considerados um grande sucesso.